# 過港仔福安宮
福安宮是臺灣臺南市學甲區過港仔聚落的一間角頭廟宇，主祀為北極玄天上帝，另同祀則有觀音佛祖與虎爺等神祇，其神尊金身乃是當地陳氏先民，於清朝中期時自其家鄉福建泉州奉迎而來，至今已有兩百多年歷史。福安宮在慈濟宮的選舉區中隸屬於西部郊區，目前行政區位於光華里境內，也是該里3大聚落的角頭廟宇之一。

## 沿革
約於清中葉期間此地既已開始祀奉玄天上帝與觀音佛祖兩神尊，其乃是本地陳氏先民，自其大陸的祖籍地福建泉州迎請來臺，只是一開始並未建廟，而是恭奉於陳氏先祖的家中。直到1946年時，陳氏家族中的族人陳丁波，提議神尊應讓大多眾們朝拜以嘉惠信眾，故遂有建造固定場域的想法出現，惟一開始僅是以竹子所造之簡陋公厝方式讓信眾參拜。
公厝方式一直到1977年時，因結構使用多年已有問題加上公厝也出現多處的損毀，因而信眾們再次提出重建之意，並且也改以新式的平房建築，此時也訂定廟名為福安宮，並組織興建委員會，其中學甲聞人陳華宗先生即為首屆副主委，新廟於1979年落成並進行安座典禮。 
由於信眾日益增多因而場域也出現不敷使用之虞，往往在舉行大型活動時皆會出現壅擠場面，為此，信眾們再度倡議重建並有意將廟地再次增大。於是終在1995年又進行重建，再次的改建是以宮殿方式呈現即為今日的外貌，廟宇的建造歷經一年8個月，於1997年完工並再度舉行安座儀式。

## 軼事
有別於一般寺廟的年度重大慶典（即廟慶）都是以主祀神祇相關主題為主，尤其大多會是以主祀神祇聖誕日，然而，過港福安宮的廟慶以「火王日」作為最重要的年度慶典，是恭送火王的日子。送火王的主要活動有3項分別是進香、遶境以及送火王儀式等，一大早廟方會先前往南鯤鯓以及慈濟宮進香，行程圓滿之後回到庄頭也同時會在中洲作遊庄頭的平安遶境，之後再進行安營釘竹符等儀式，接著在晚間時便請法師進行壓軸的送火王儀式。送火王的慶典儀式並沒有固定的日期，不過廟方為了方便信眾以及期許有更為理想的活動進行，通常會安排在農曆十一月中旬前段的例假中進行。 
學甲慈濟宮的刈香活動是由原來的上白礁科儀所演變，而因刈香的隊伍既龐大且路程又遠，此外，約於1981年後此一活動受到各界的認同，因此成為了一個知名的宗教盛事，加上遊行遶境的所到地區範圍頗廣，如此往往神轎的轎班不容易招募，為解決轎班人手嚴重不足此一棘手問題，福安宮約自1989年起，便將神轎加裝於貨車或者鐵牛車之上，並且將原神轎改成猶如宮殿般的堂皇華麗，當地人將此一樣式的神轎稱之為輦宮，而如此的做法之後竟也形成一股風潮，最後此情形更獲登錄為一項無形民俗類文化資產。

## 圖集

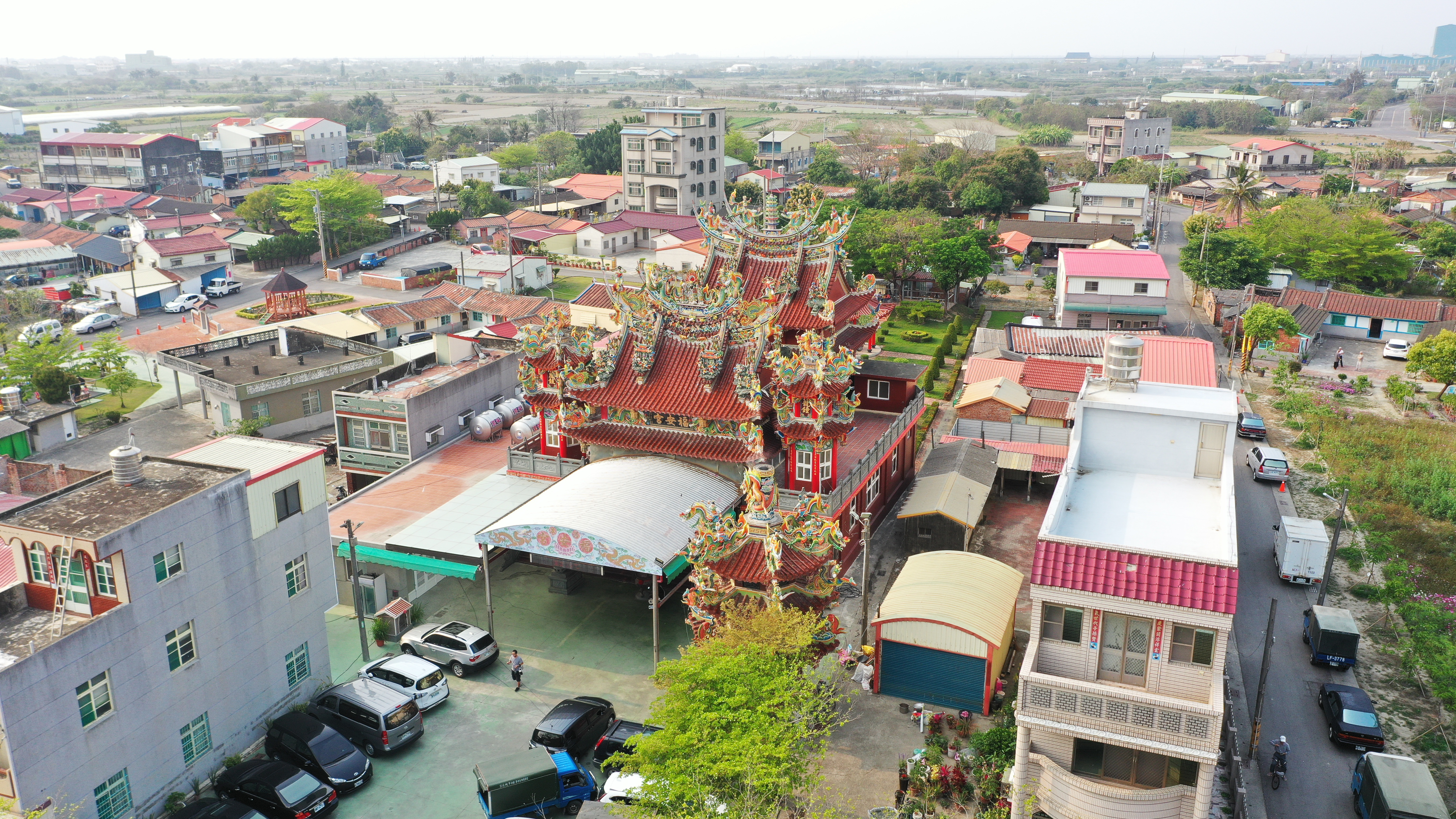
過港福安宮空照
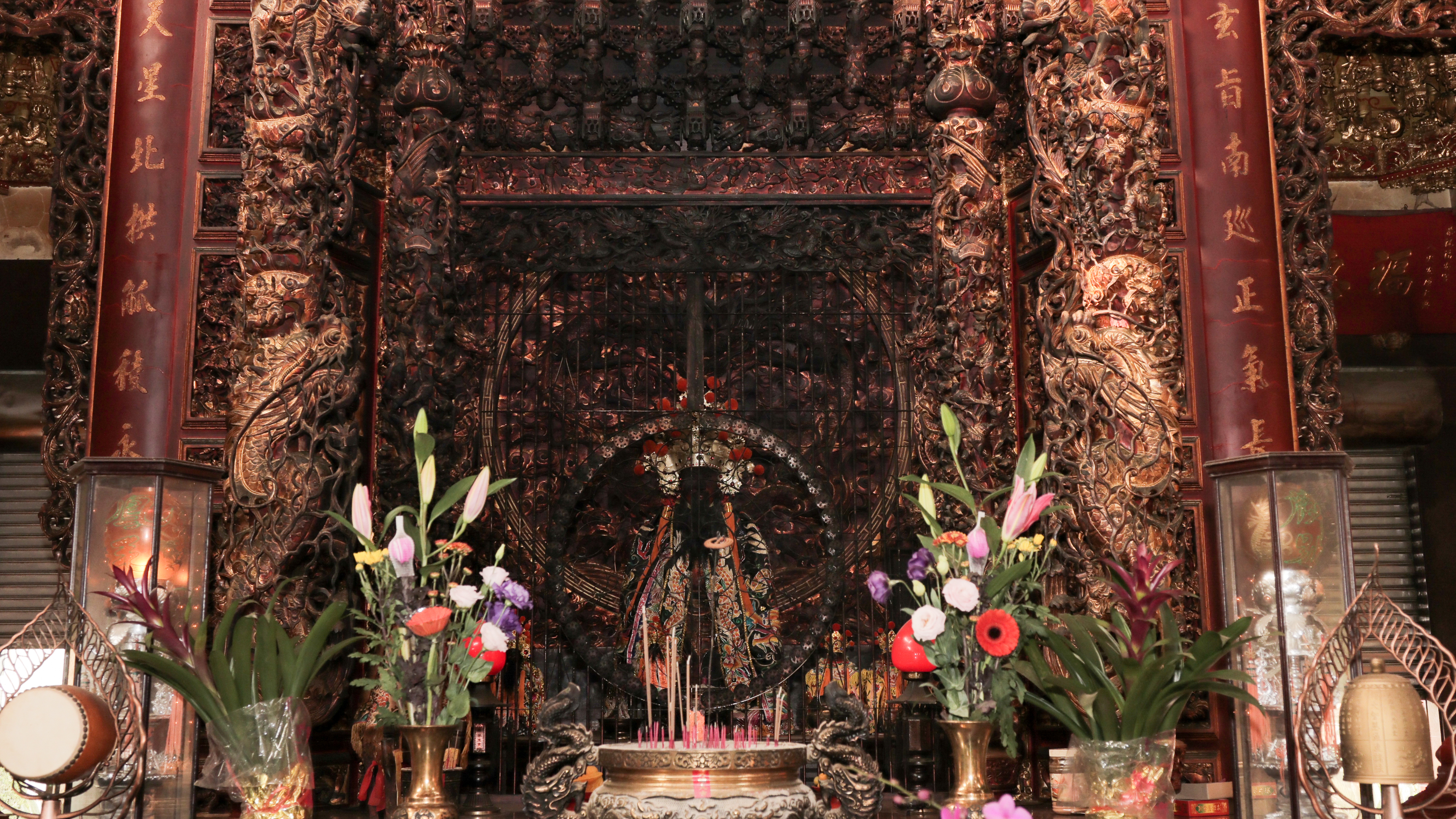
過港福安宮神龕